# Автобан A1 (Німеччина)
Федеральний автобан 1 (A1, нім. Bundesautobahn 1) — автобан у Німеччині. Пролягає від Гайлігенгафена в Шлезвіг-Гольштейні до Саарбрюкена, відстань 749 км (465 миль), але не є повною між Кельном і Тріром. B 207 продовжує курсувати на північ від Гайлігенгафена до Путтгардена, на кінці острова Фемарн, з поромом до Редбі, Данія.
Частина на північ від Гамбурга є частиною Vogelfluglinie (Лінія перелітних птахів) і одного дня може бути з’єднана через постійне сполучення з Данією (див. нижче). Термін Hansalinie (лінія Ганзи) відноситься до частини від Любека (на північ від Гамбурга, таким чином перекриваючи Vogelfluglinie) на південь до Рурського регіону (біля Дортмунда).

## Історія

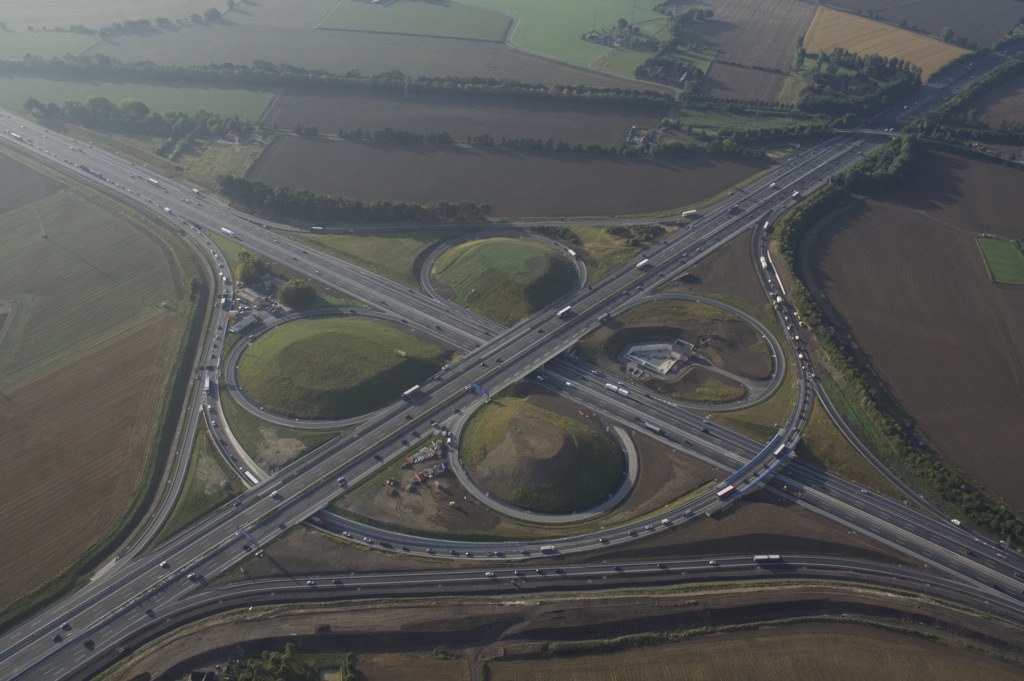
Розв’язка Kamener Kreuz з висоти пташиного польоту

A1 і A2 були вперше заплановані в 1920-х роках. Розв’язка між ними (Kamener Kreuz) була однією з перших конюшинових розв'язок у Німеччині, відкрита в 1937 році.
21 березня 1934 року в Ойтені була завершена церемонія закладки фундаменту для будівельних робіт на ділянці між Гамбургом і Бременом. Лише через два роки, 25 липня 1936 року, 71-кілометрову ділянку між розв’язками Дібберсен і Ойтен можна було відкрити для руху в рамках пропагандистської акції. Будівництво цієї траси здійснювалося повністю без використання важкої техніки, натомість багато безробітних були змушені працювати на примусовій службі. У 1937 році була завершена ділянка між розв'язкою Ойтен і Бременським хрестом, а також подальша частина сьогоднішньої дороги A 27 до Бремен-Бурглесума. Гамбург (або колишній Гарбург-Вільгельмсбург) був з'єднаний з півдня в 1939 році будівництвом автомагістрального мосту через Зюдерельбе.
13 травня 1937 року автомагістраль Гамбург-Ост до Любека була відкрита для руху. Він починався в Горнер-Крайзелі в Гамбурзі-Горні (сьогодні західна кінцева станція A 24) і вів до перехрестя Любек-Центрум. Через рік, 1 травня 1938 року, було звільнено продовження маршруту до Любека-Зімса (сьогодні A 226). Після окупації Данії під час Другої світової війни було заплановано будівництво мосту через Фемарнзунд (лінія пташиного польоту) і продовження Рейхсаутобану до Копенгагена. Земляні роботи та мостові роботи на острові Лолланн до Гульдборгсунда розпочалися у вересні 1941 року. Зараз ця ділянка діє як E 47.